# Коктобинський сільський округ (Єнбекшиказахський район)
Коктоби́нський сільський округ (каз. Көктөбе ауылдық округі, рос. Коктобинский сельский округ) — адміністративна одиниця у складі Єнбекшиказахського району Алматинської області Казахстану. Адміністративний центр — село Кизилжар.
Населення — 14396 осіб (2021; 12137 у 2009, 9971 у 1999, 9119 у 1989).
Станом на 1989 рік існувала Коктобинська сільська рада (села Алмали, Коктобе, Леніно, Совєт).

## Склад
До складу округу входять такі населені пункти:
| Населений пункт | Населення, осіб (1989) | Населення, осіб (1999) | Населення, осіб (2009) | Населення, осіб (2021) |
| --------------- | ---------------------- | ---------------------- | ---------------------- | ---------------------- |
| Алмали, село    | 1483                   | 1573                   | 2243                   | 2897                   |
| Кизилжар, село  | 2794                   | 3100                   | 3709                   | 4516                   |
| Коктобе, село   | 2892                   | 3098                   | 3623                   | 4207                   |
| Толе-бі, село   | 1950                   | 2200                   | 2562                   | 2776                   |